# Graphiphora inopinata
Graphiphora inopinata är en fjärilsart som beskrevs av Smith 1898. Graphiphora inopinata ingår i släktet Graphiphora och familjen nattflyn. Inga underarter finns listade i Catalogue of Life.